# Монти Албани
Монти Албани (преведено Албанске планине; антички Albanus Mons) су ниске планине вулканског порекла, са највишим врхом Фаете 965 m, југоисточно од Рима у Италији. Претежно је под виноградима и маслињацима, а у вишим су деловима шуме кестена и пашњаци. Римски градићи (Castelli Romani) је заједнички назив за многа насеља и градиће (Велетри, Фраскати, Албано) расуте по горју и уз обале кратерских језера Албано и Неми.
Монти Албани је туристички крај и рекреативно подручје Римљана,са бројним вилама и сеоским кућама. Познато је по производњи квлитетних вина и по украсном грађевинском материјалу (lapia Albanus). 

## Историја
Планинске области у близини језерских обала биле су атрактивне за насељавање још од праисторије. Од 9. до 7. века пре нове ере ту су постојала бројна села (као што су легендарни Алба Лонга и Тускул). Од 5. до 3. века пре нове ере ову област насељавали су Латини.
На врху Монте Каву, кога су Стари Римљани називали Албанус Монс, налазило се светилиште Јупитера Латиариса, у коме су конзули славили Латинске ферије. Неколико генерала овде је славило победе у време када оне нису биле одобрене од стране Рима. До 1777. године постојали су темељи и неки од архитектонских фрагмената храма, када их је Кардинал Јорк искористио за изградњу Пасионистичког манастира. Пут Виа Триумфалис који је водио до храма још увек se може видети.
И у римско доба, као што је и данас, ово подручје често су користили имућнији Римљани да побегну од врућина и гужви Рима.